# Aphaenogaster ionia
Aphaenogaster ionia é uma espécie de inseto do gênero Aphaenogaster, pertencente à família Formicidae.